# Max Böcker

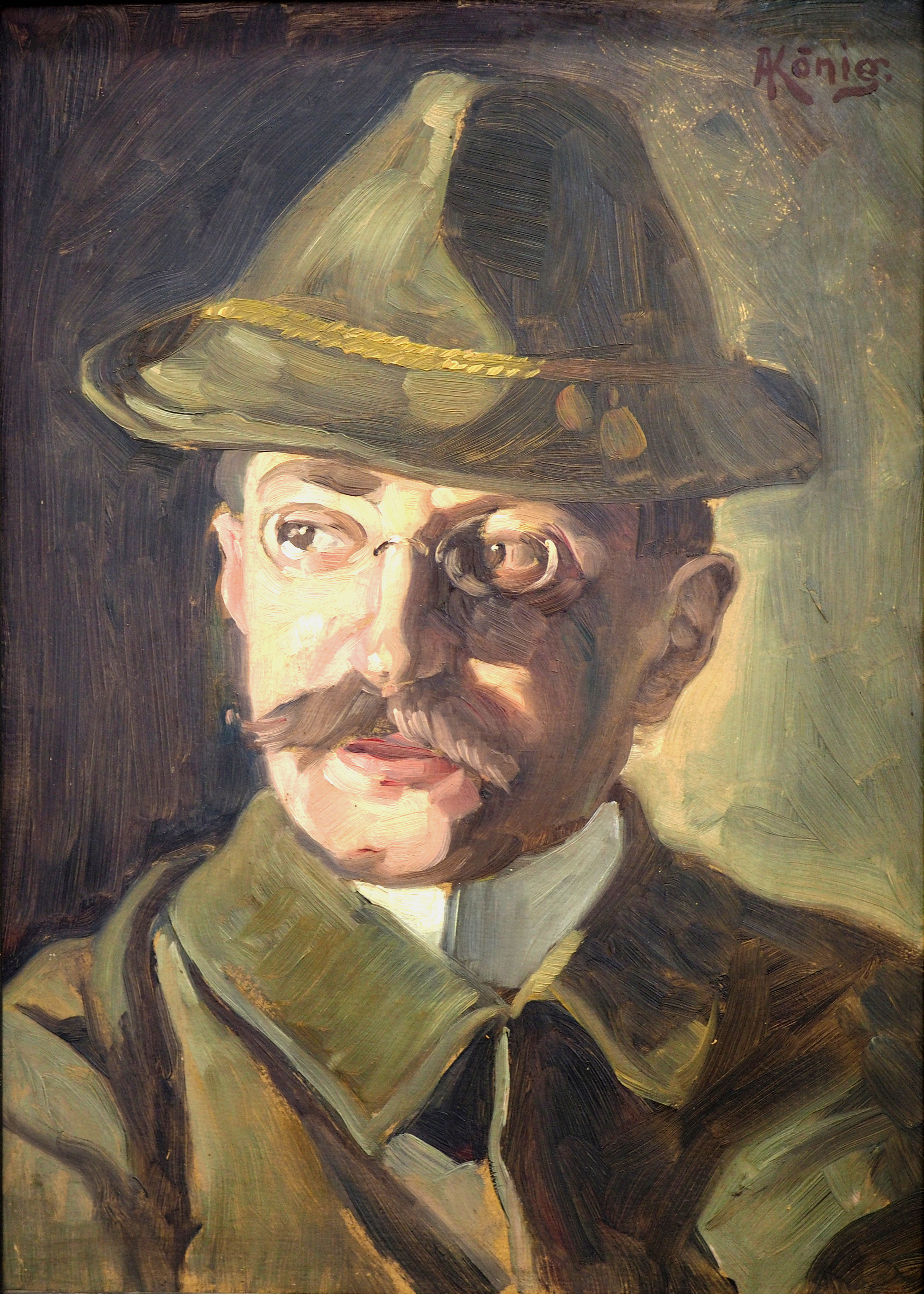
Max Böcker (1913) von Albert König

Karl Wilhelm Max Böcker (* 7. März 1883 in Annaburg, Landkreis Wittenberg in Sachsen-Anhalt; † 8. Mai 1945 in Eschede, Landkreis Celle, Niedersachsen) war ein deutscher Lehrer und Volkskundler.

## Leben und Ausbildung
Böcker wurde am 7. März 1883 in Annaburg geboren. Sein Vater Wilhelm war hier Gefängnisaufseher. Er ging zunächst von 1889 bis 1897 in die Knaben-Bürgerschule in Halle an der Saale. Anschließend besuchte er drei Jahre die Präparandenanstalt für die Lehrerausbildung in Delitzsch und danach ebenfalls für drei Jahre das Königlich evangelische Schullehrerseminar in Verden (Aller).
Am 28. März 1897 wurde er in der St.-Ulrich-Kirche in Halle konfirmiert.
1903 wurde Böcker als Junglehrer an der Volksschule in Eschede eingestellt. 1906 bestand er seine zweite Lehrerprüfung und bekam darauf dort die Anstellungsurkunde. Bis an sein Lebensende 1945 blieb er ununterbrochen Lehrer an der Schule in Eschede. Böcker wurde nicht zum Militärdienst eingezogen. 1904 kam er zum Ungedienten Landsturm und hätte damit im Ersten Weltkrieg in Fällen außerordentlichen Bedarfs eingezogen werden können, was aber nicht geschah.

## Freund und Förderer
Böcker war ein Freund und Förderer des Malers Albert König. Aufgrund von Böckers Initiative entstanden im Herbst 1911 Königs erste Holz- und Linolschnitte, die ihm auch internationale Anerkennung einbrachten. Böcker war auch maßgeblich zu verdanken, dass einflussreiche Museumsleute Norddeutschlands von Königs Werken Kenntnis erhielten. Die sich daraus entwickelten Kontakte führten dazu, dass 1911 die Kunsthalle Bremen Druckgrafiken Königs erwarb, und 1914 auch die Hamburger Kunsthalle. 1920 kaufte das Kunstmuseum Düsseldorf einige Holzschnitte Königs.

## Sammler

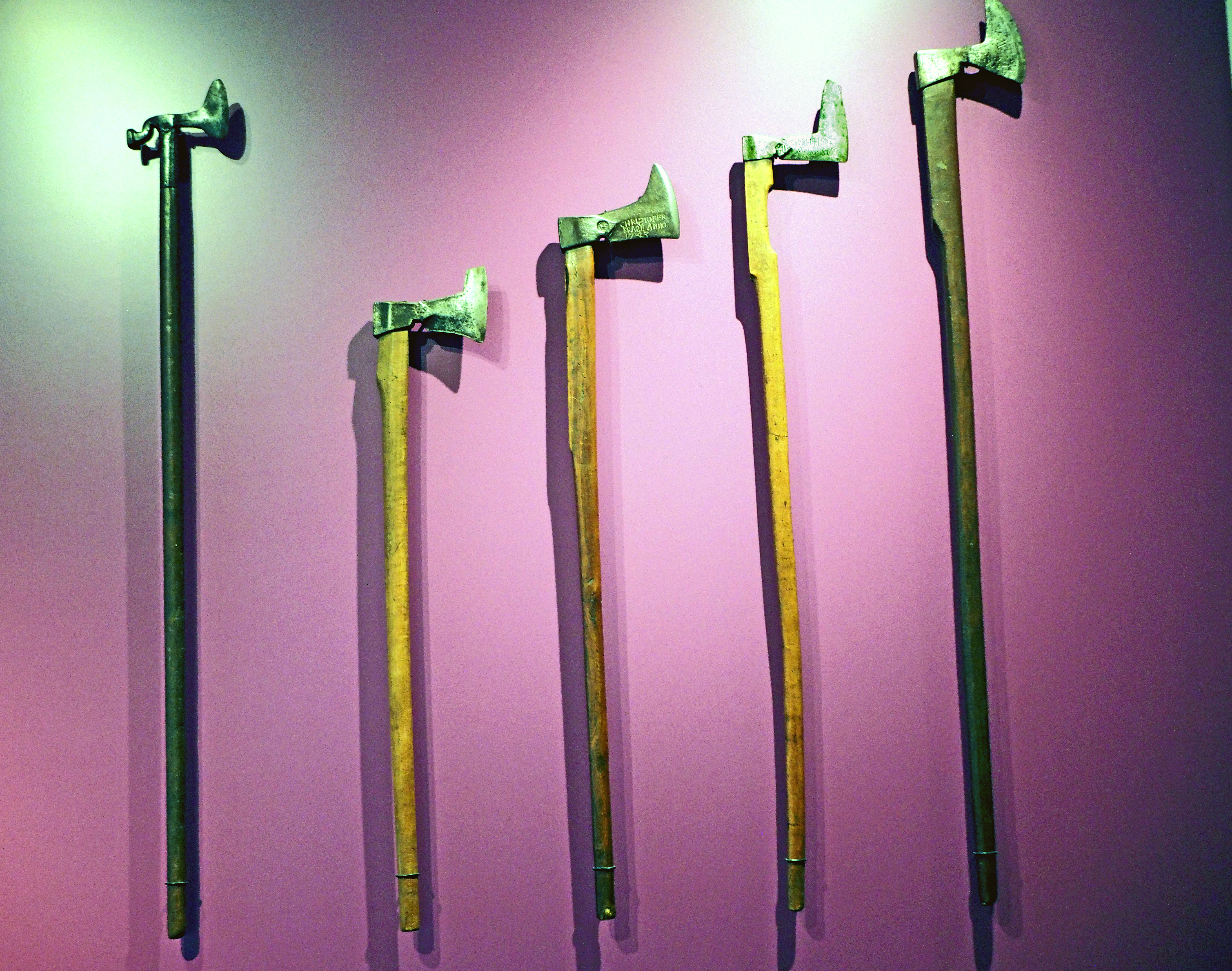
Imkerbeile im Bomann-Museum, Celle

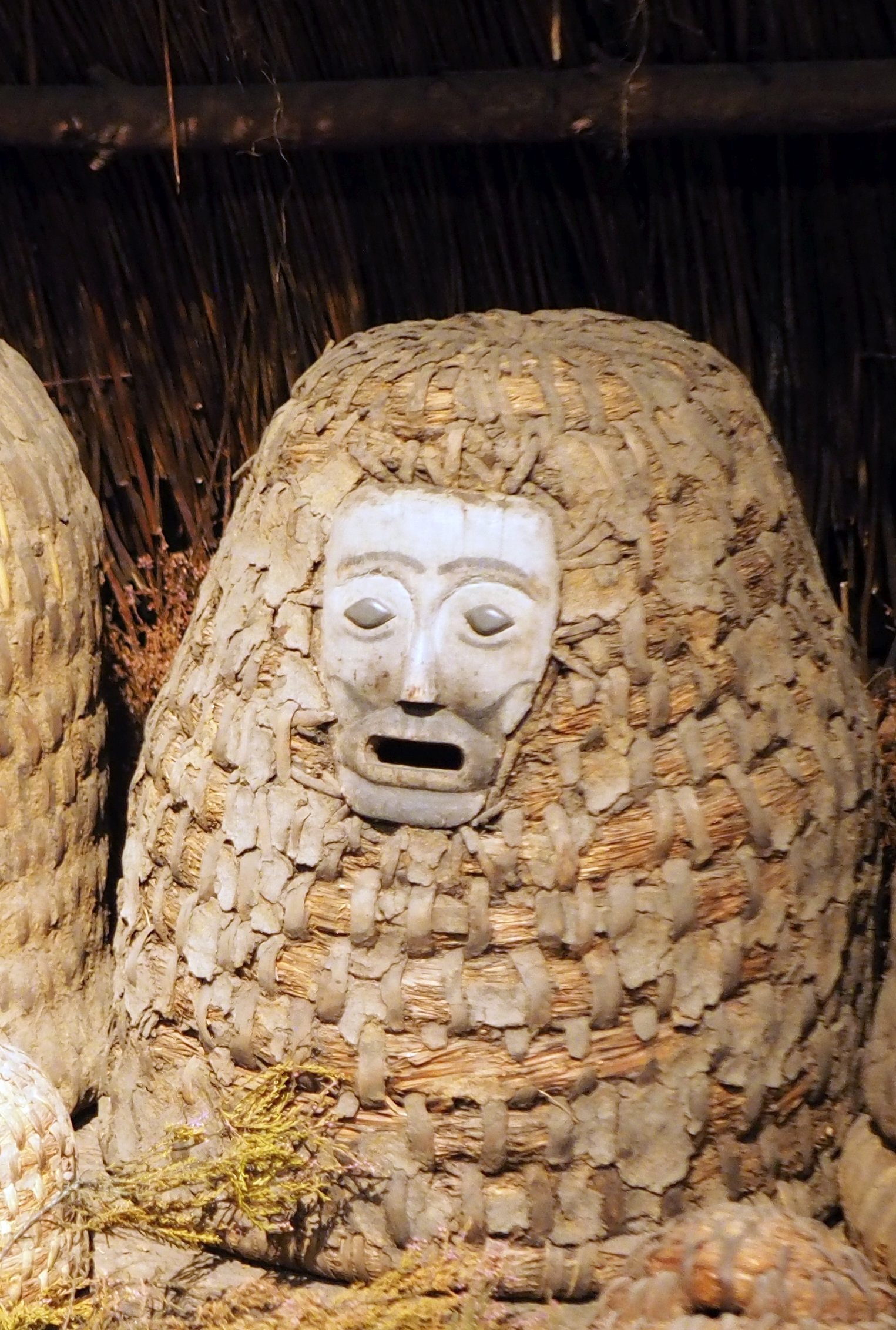
Bannkorb im Bomann-Museum, Celle

Böcker interessierte sich schon früh für die Volkskunde. Er sammelte breit gefächert volkskundliche und vorgeschichtliche Objekte. Sein Schwerpunkt lag im Bereich der Pferdekunde, Imkereigeräte, Werkzeuge des Spinnens und Webens sowie der steinzeitliche Geräte und Gegenstände. Böcker sammelte zum Thema der menschlichen Hand, außerdem Münzen, Ofenplatten und Seeigel, Hausinschriften und alte Bibeln, überhaupt alles was er an Altertümern erstehen konnte. Er kaufte zum Beispiel für jeweils 15 Mark zwei seltene Imkerbeile aus dem 18. Jahrhundert. Das Imkerbeil gilt als Zunftzeichen der Imker. Sein ursprünglicher Zweck ist jedoch ungeklärt. 1938 schenkte ihm ein Bauer aus Hassel einen seltenen Bienenkorb, einen „Bannkorb“. Die Bienenkörbe mit einem eingeflochtenen Gesicht nennt man „Bannkörbe“. Sie sollen nach altem Glauben das Böse und Krankheiten fernhalten. Dieser 150 Jahre alte „Lüneburger Stülper“ war nach Böckers Aussage dasjenige „In seiner langen Sammeltätigkeit das ihn am meisten erfreut hat“.

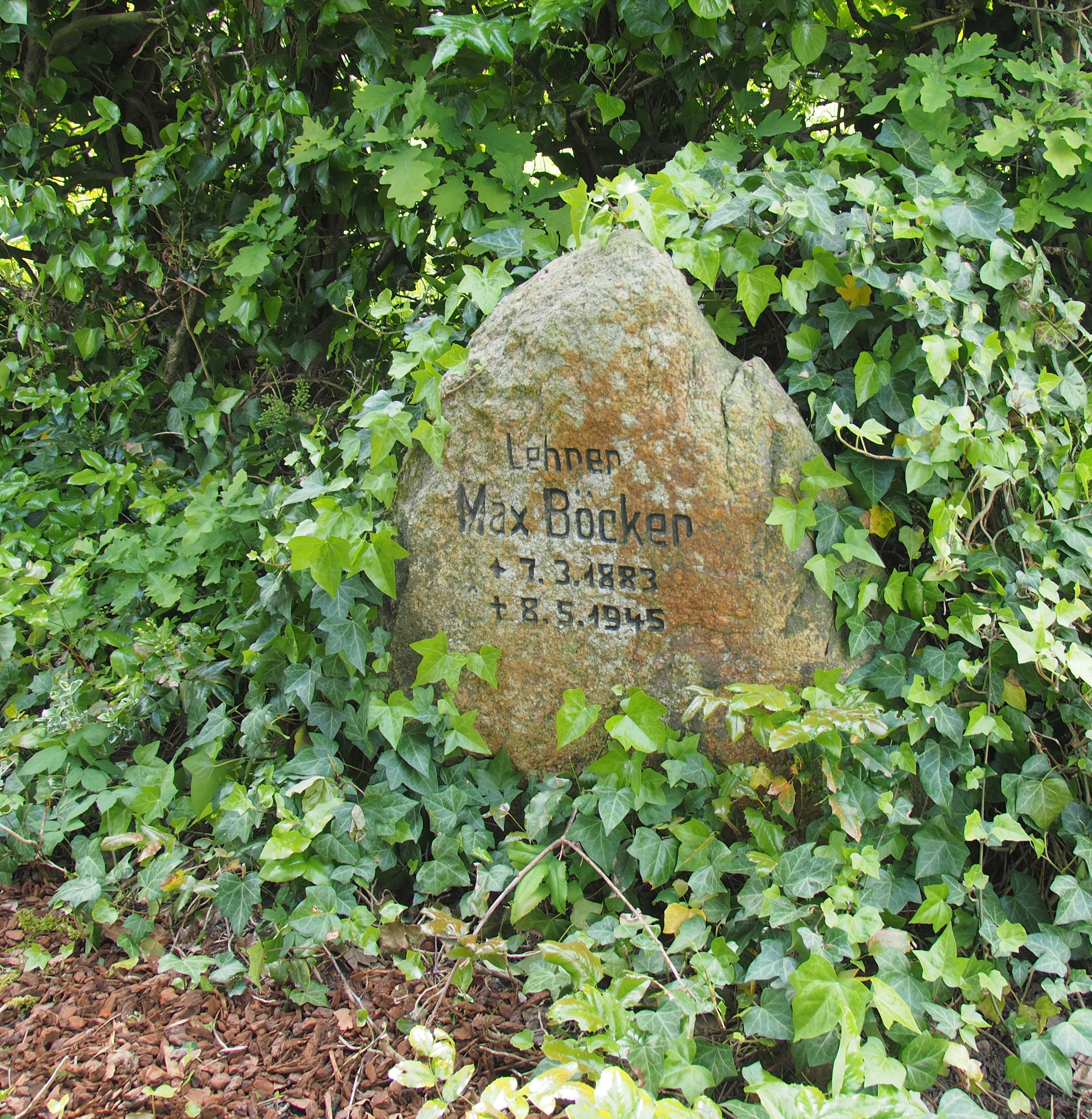
Max Böckers Grab auf dem alten Friedhof in Eschede

In Verden, dem Wohnort seiner Eltern, arbeitete er im dortigen Heimatbund und Heimatmuseum mit. Er bemühte sich erfolglos Direktor des Verdener Pferdemuseums zu werden, das damals dem Heimatmuseum angegliedert war. 1927 wurde er Mitglied im Deutschen Bienenmuseum Weimar. Landrat Wilhelm Heinichen bestellte Böcker 1936 zum ehrenamtlichen Pfleger für vorgeschichtliche Bodenaltertümer.
1931 wurde im Französischen Garten in Celle ein alter Treppenspeicher (von 1607) aus Paulmannshavekost hierher versetzt. In dem wurde ein Imkereimuseum eingerichtet. Es erhielt den Namen „Max-Böcker-Museum“. Seine von ihm zusammengetragenen Imkereigeräte bildeten den Grundbestandteil dieses Museums. Im März 1938 übergab Böcker einen anderen Großteil seiner vorgeschichtlichen Sammelobjekte dem Bomann-Museum, einem Celler Volkskundemuseum.

Max-Böcker-Museum, Celle
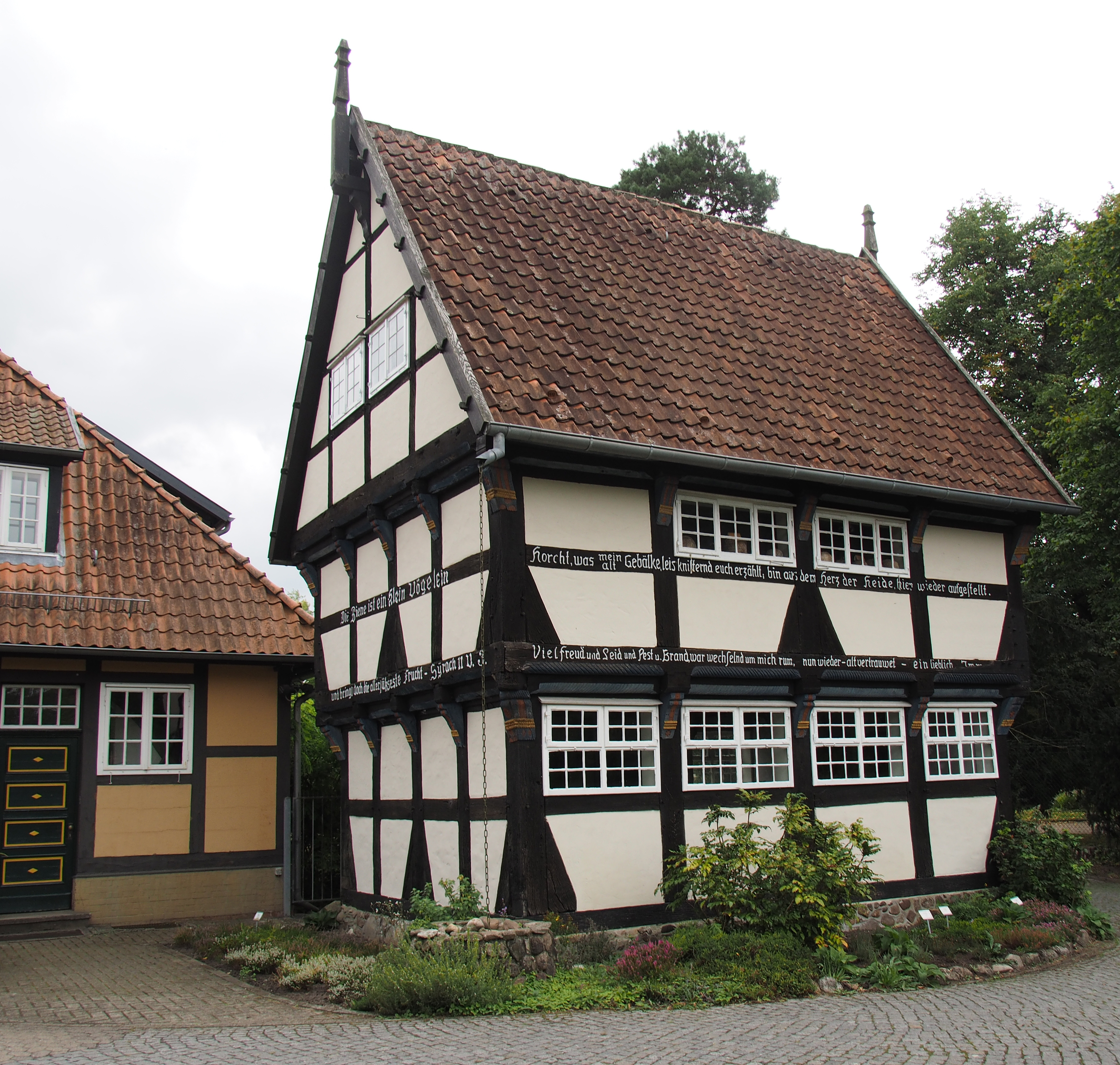
Museumsgebäude am Institut für Bienenkunde Celle
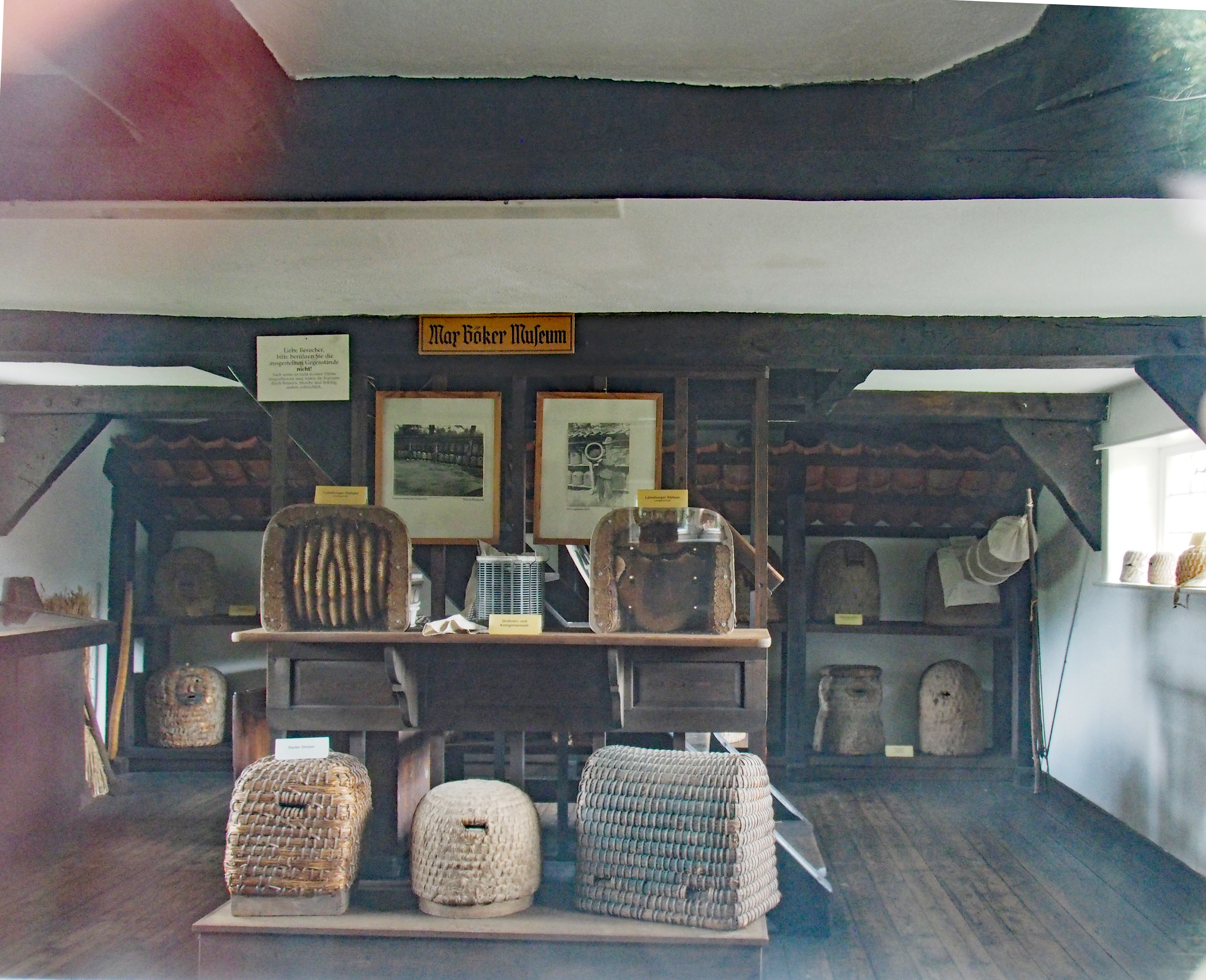
Im Museum

## Nationalsozialismus
Im Juni 1933 trat Böcker dem Nationalsozialistischen Lehrerbund bei. Im November 1933 wurde er Mitglied der SA der NSDAP. 1935 wurde er zum Scharführer und Sturmschulungswart und 1937 zum Oberscharführer befördert. Außerdem war er Mitglied der NS-Volkswohlfahrt.
Am 30. Januar 1938 wurde er feierlich in die NSDAP aufgenommen.

## Auszeichnungen
In Eschede ist die Max-Böcker-Straße nach ihm benannt.